# Leandro Trossard
Leandro Trossard (* 4. prosince 1994 Genk) je belgický profesionální fotbalista, který hraje na pozici křídelníka či útočníka za anglický klub Arsenal FC a za belgický národní tým. Trossard je odchovancem klubu KRC Genk.

## Klubová kariéra

### Genk
Trossard se připojil k akademii KRC Genk v roce 2010 z akademie Bocholt VV. Do A-týmu se dostal v roce 2012 a svého debutu se dočkal 13. května 2012, když nastoupil do utkání proti Gentu, ve kterém odehrál poslední 4 minuty. Heynen.

#### Lommel SK (1. hostování)
V lednu 2013 odešel Trossard na půlroční hostování do druholigového Lommelu United. V klubu debutoval 3. února 2013 při prohře 1:0 s Sint-Truiden. 9. března zaznamenal svůj první hattrick v kariéře, a to při výhře 3:2 nad Dessel Sport.

#### KVC Westerlo (hostování)
V červenci 2013 odešel Trossard na roční hostování do jiného druholigového klubu, a to do KVC Westerlo. V klubu debutoval 3. srpna v zápase proti AFC Tubize a svoji první branku v novém působišti vstřelil 9. srpna při výhře 2:0 nad Lommelem United. V sezóně vstřelil 3 branky a pomohl klubu k postupu do nejvyšší soutěže.

#### Lommel SK (2. hostování)
V červenci 2014 se Trossard vrátil zpátky do Lommelu United, tentokráte na roční hostování. 22. března 2015 vstřelil svůj druhý kariérní hattrick, když vstřelil tři branky do sítě Mechelenu při výhře 6:0. Vstřelením 17 gólů v 39 ligových zápasech pomohl klubu k druhému místo základní části soutěže, které Lommelu zajistilo účast ve skupině o postup do nejvyšší soutěže. V ní však skončil až čtvrtý a do Jupiler Pro League nepostoupil.

#### OH Leuven (hostování)
V červenci 2015 odešel Trossard na další hostování, a to do prvoligového Leuvenu. V klubu debutoval 25. července při prohře 3:1 proti svému mateřskému klubu, Genku. Svůj první gól v nejvyšší soutěži vstřelil 16. srpna, a to do sítě R. Charleroi při výhře 2:0.

#### Návrat do Genku
Svoji první ligovou branku v dresu Genku vstřelil 25. září 2016, když vstřelil jediný gól svého týmu při prohře 1:4 s KV Kortrijk. O poločase vystřídal Leona Baileyho a v 63. minutě skóroval po asistenci Bryana Heynena.
V sezóně 2018/19 získal s Genkem ligový titul.

### Brighton & Hove Albion
Dne 26, června 2019 přestoupil Trossard do anglického Brightonu & Hove Albion za částku okolo 20 milionu euro. V klubu podepsal čtyřletou smlouvu. Trossard v dresu The Seagulls odehrál první zápas 17. srpna a při svém debutu v zápase proti West Hamu United skóroval, a zajistil tak klubu bod za remízu 1:1. Trossard ve své první sezóně v klubu vstřelil 5 branek; z toho dvě do sítě Norwiche (jednu v listopadu při vítězství 2:0 a druhou při červencové výhře 1:0).

## Reprezentační kariéra
Trossard byl poprvé povolán do belgické reprezentace Robertem Martínezem v září 2018, do přátelského zápasu proti Skotsku, ani v do zápasu Ligy národů proti Islandu však nenastoupil. Svůj reprezentační debut si tak odbyl až 5. září 2020, když v 80. minutě zápasu Ligy národů proti Dánsku vystřídal Driese Mertense. V základní sestavě reprezentačního výběru se poprvé objevil 30. března 2021 a při výhře 8:0 nad Běloruskem v zápase kvalifikace na Mistrovství světa 2022 se dvakrát střelecky prosadil.
Trossard byl v květnu 2021 nominován na závěrečný turnaj Mistrovství Evropy 2020. Na turnaji nastoupil pouze do jediného utkání, a to do posledního zápasu základní skupiny proti Finsku, když se dostal do základní sestavy na úkor Thomase Meuniera.

## Statistiky

### Klubové
K 12. březnu 2022
| Klub                   | Sezóna  | Liga               | Liga   | Liga | Národní pohár | Národní pohár | Ligový pohár | Ligový pohár | Evropské poháry | Evropské poháry | Celkem | Celkem |
| Klub                   | Sezóna  | Liga               | Zápasy | Góly | Apps          | Goals         | Apps         | Goals        | Apps            | Goals           | Apps   | Goals  |
| ---------------------- | ------- | ------------------ | ------ | ---- | ------------- | ------------- | ------------ | ------------ | --------------- | --------------- | ------ | ------ |
| Genk                   | 2011/12 | Jupiler Pro League | 1      | 0    | 0             | 0             | —            | —            | 0               | 0               | 1      | 0      |
| Genk                   | 2012/13 | Jupiler Pro League | 0      | 0    | 1             | 0             | —            | —            | 0               | 0               | 1      | 0      |
| Genk                   | 2013/14 | Jupiler Pro League | 0      | 0    | 0             | 0             | —            | —            | 0               | 0               | 0      | 0      |
| Genk                   | 2014/15 | Jupiler Pro League | 0      | 0    | 0             | 0             | —            | —            | —               | —               | 0      | 0      |
| Genk                   | 2015/16 | Jupiler Pro League | 0      | 0    | 0             | 0             | —            | —            | —               | —               | 0      | 0      |
| Genk                   | 2016/17 | Jupiler Pro League | 31     | 6    | 5             | 0             | —            | —            | 16              | 3               | 52     | 9      |
| Genk                   | 2017/18 | Jupiler Pro League | 17     | 7    | 2             | 1             | —            | —            | —               | —               | 19     | 8      |
| Genk                   | 2018/19 | Jupiler Pro League | 34     | 14   | 2             | 0             | —            | —            | 11              | 8               | 47     | 22     |
| Genk                   | Celkem  | Celkem             | 83     | 27   | 10            | 1             | —            | —            | 27              | 11              | 120    | 39     |
| Lommel SK (host.)      | 2012/13 | Tweede klasse      | 12     | 7    | 0             | 0             | —            | —            | —               | —               | 12     | 7      |
| Westerlo (host.)       | 2013/14 | Tweede klasse      | 17     | 3    | 3             | 1             | —            | —            | —               | —               | 20     | 4      |
| Lommel SK (host.)      | 2014/15 | Tweede klasse      | 39     | 17   | 2             | 0             | —            | —            | —               | —               | 41     | 17     |
| OH Leuven (host.)      | 2015/16 | Jupiler Pro League | 30     | 8    | 1             | 1             | —            | —            | —               | —               | 31     | 9      |
| Brighton & Hove Albion | 2019/20 | Premier League     | 31     | 5    | 0             | 0             | 0            | 0            | —               | —               | 31     | 5      |
| Brighton & Hove Albion | 2020/21 | Premier League     | 35     | 5    | 2             | 0             | 1            | 0            | —               | —               | 38     | 5      |
| Brighton & Hove Albion | 2021/22 | Premier League     | 26     | 4    | 1             | 0             | 0            | 0            | —               | —               | 27     | 4      |
| Brighton & Hove Albion | Celkem  | Celkem             | 92     | 14   | 3             | 0             | 1            | 0            | 0               | 0               | 96     | 14     |
| Celkem                 | Celkem  | Celkem             | 273    | 76   | 19            | 3             | 1            | 0            | 27              | 11              | 317    | 91     |

### Reprezentační
K 16. listopadu 2021
| Belgie | Belgie | Belgie |
| Rok    | Zápasy | Góly   |
| ------ | ------ | ------ |
| 2020   | 3      | 0      |
| 2021   | 11     | 2      |
| Celkem | 14     | 2      |

#### Reorezentační góly
Skóre a výsledky Belgie jsou vždy zapisovány jako první.
| Gól | Datum           | Místo                    | Soupeř    | Skóre | Výsledek | Soutěž                                |
| --- | --------------- | ------------------------ | --------- | ----- | -------- | ------------------------------------- |
| 1.  | 30. března 2021 | Den Dreef, Lovaň, Belgie | Bělorusko | 3:0   | 8:0      | Kvalifikace na Mistrovství světa 2022 |
| 2.  | 30. března 2021 | Den Dreef, Lovaň, Belgie | Bělorusko | 7:0   | 8:0      | Kvalifikace na Mistrovství světa 2022 |

## Ocenění

### Klubová

#### Genk
- Jupiler Pro League: 2018/19
- Belgický fotbalový pohár: 2012/13

#### Westerlo
- Tweede klasse: 2013/14